# Phaethornis stuarti
Phaethornis stuarti là một loài chim trong họ Trochilidae.